# Żalin (osada leśna)
Żalin – osada leśna w Polsce położona w województwie lubelskim, w powiecie chełmskim, w gminie Ruda-Huta.
W latach 1867–1954 w gminie Świerże). W latach 1975–1998 miejscowość administracyjnie należała do województwa chełmskiego.